# 太平洋鹿角杜父魚
太平洋鹿角杜父魚為輻鰭魚綱鮋形目杜父魚亞目杜父魚科的其中一種，為溫帶海水魚，分布於東太平洋阿拉斯加至墨西哥下加利福尼亞半島半鹹水、海域，棲息深度0-156公尺，體長可達46公分，棲息在沿岸沙底質河口、海灣，能忍受鹽度的變化，會進行季節性洄游進入淡水，以甲殼類、片腳類、多毛類等為食，生活習性不明，可作為觀賞魚。